# Casalinga di Voghera
Casalinga di Voghera è un'espressione idiomatica del lessico giornalistico, con cui s'intende indicare un'immaginaria casalinga della piccola provincia, la cui figura rappresenta uno stereotipo della fascia della popolazione italiana piccolo-borghese del secondo dopoguerra, con un grado di scolarità particolarmente basso e con un'occupazione non presente o di livello umile. Tale figura stereotipata è tuttavia portatrice di un'aura di "rispettabilità" per il senso pratico di stampo tradizionale di cui la donna è interprete.
L'espressione è a volte utilizzata in senso dispregiativo: ad esempio, il Dizionario della memoria collettiva riferisce l'espressione a chi si abbandona alla fruizione passiva della programmazione televisiva. Altre volte è usata come sinonimo di saggezza popolare. Al maschile, potrebbe corrispondere al Signor Rossi.
Esiste un'espressione simile nell'uso politico e giornalistico tedesco, la Schwäbische Hausfrau (casalinga sveva), figura che incarna, nell'immaginario collettivo, lo stereotipo di una donna di casa della regione della Svevia, portatrice di un'ethos di saggia e austera parsimonia. L'espressione viene usata di frequente nel dibattito politico ed economico, in particolare nei periodi di crisi e cambiamenti economici, tanto da essere assurta alla dimensione di una sorta di mito collettivo.
Allo stesso modo esiste un'espressione simile in Argentina, Doña Rosa (signora Rosa), che rappresenta una persona comune, che non dedica particolari attenzioni alla politica e all'economia, a cui interessa soltanto il proprio benessere e quello della propria famiglia. 
Alla sua figura è stata anche dedicata una statua nel 2006, donata alla locale "Associazione delle casalinghe di Voghera" dalla trasmissione Il treno dei desideri che andava in onda su Rai 1. Collocata in spazi pubblici della cittadina, la scultura è rimasta esposta, non senza contrasti, per alcuni anni, prima di essere rimossa.

## Origine
Nel 1966 il Servizio Opinioni della Rai avviò un'inchiesta volta ad accertare quante parole, tra quelle usate nei resoconti di attualità politica, fossero pienamente comprensibili dall'italiano medio. Furono raccolte interviste in varie regioni d'Italia: gli intervistati dovevano dare la definizione di termini come scrutinio, leader, ecc. Il gruppo che, fra quelli interrogati per l'inchiesta, dimostrò il tasso di comprensione meno elevato era composto da casalinghe di Voghera (PV).

## Usi dell'espressione

### Alberto Arbasino
In un articolo sul Corriere della Sera lo scrittore Alberto Arbasino, nato a Voghera, rivendicò la paternità dell'espressione. Arbasino l'avrebbe utilizzata negli anni sessanta in alcuni suoi articoli di critica letteraria su L'Espresso, in cui si riferiva alle sue zie di Voghera come rappresentative di un solido buon senso lombardo, virtù di cui erano privi, a parer suo, molti italiani.
Arbasino riprese la locuzione in alcuni suoi libri, dedicandole anche la poesia Il ritorno della casalinga.

### Beniamino Placido
Secondo il glossario Parole per ricordare. Dizionario della memoria collettiva, curato da Massimo Castoldi e Ugo Salvi, la coniazione dell'espressione sarebbe dovuta a Beniamino Placido, che ne fece uso e la rese famosa, a metà degli anni '80, in una lettera al direttore pubblicata all'interno della rubrica A parer mio che teneva sulle pagine del quotidiano La Repubblica. Nella lettera, rubricata sotto il titolo di "Casalinga ama Vespa, non corrisposta", la scrivente, lamentandosi della qualità della programmazione televisiva, si definiva "Una casalinga di Voghera", anzi "La casalinga di Voghera". La lettera esiste davvero (è stata rinvenuta anni dopo, negli archivi del quotidiano, da un giovane giornalista di Voghera, Antonio Armano), anche se vi è il sospetto che si tratti di un espediente giornalistico dello stesso Placido, che l'avrebbe creata ad arte e se la sarebbe poi spedita.

### Nanni Moretti

#### La casalinga di Treviso
A partire dagli anni ottanta, la casalinga "arbasiniana" si contamina con un altro modello: la "casalinga di Treviso", personaggio del film Sogni d'oro, di Nanni Moretti.
Il protagonista della pellicola è un regista, tormentato da un critico che lo accusa di fare film troppo cerebrali ed elitari, fuori dalla portata di "un pastore abruzzese", "un bracciante lucano", "una casalinga di Treviso". Nel corso del film, questa critica diventa un'ossessione: verso il finale, in una sequenza onirica, un pastore, un bracciante e una casalinga mollano improvvisamente tutto e si ritrovano sullo stesso treno, incrociando il regista alla stazione. Successivamente, quando lo stesso regista ha un incontro col pubblico in un cinema e il critico muove la sua solita critica, i tre fanno la loro comparsa e si presentano al critico.
Negli anni successivi, la figura della casalinga morettiana è stata spesso adoperata come esempio (positivo o negativo a seconda dei punti di vista) di target cinematografico e soprattutto televisivo: agli autori sono richiesti programmi in grado di essere recepiti da un'utenza media con una cultura di base non particolarmente approfondita e una bassa soglia di attenzione. L'espressione "casalinga di Voghera" si è prestata a questo nuovo uso: probabilmente "Voghera" ha avuto la meglio su "Treviso" perché più provinciale (oltre che già avallata nel lessico giornalistico da Arbasino, che però usava l'espressione in senso differente).

#### Il contadino di Poggio Versezio
L'episodio del film di Moretti è probabilmente ispirato a uno vecchio sketch televisivo in cui Raimondo Vianello, interpretando sé stesso, riceve i consigli di un funzionario della RAI (interpretato da Giustino Durano) che gli suggerisce di tagliare dai suoi testi ogni riferimento alla politica e alla società, in quanto non sarebbero stati compresi da "un contadino di Poggio Versezio". Il funzionario diventa talmente insistente da convincere Vianello a recarsi nell'immaginaria cittadina di Poggio Versezio per consultare di persona quel fantomatico contadino le cui facoltà cognitive erano ritenute così importanti per la programmazione della RAI.

### Melogdi Gianluca Nicoletti
Nel 2006-2007, durante la trasmissione radiofonica Melog, su Radio 24, Gianluca Nicoletti si è più volte occupato dell'origine del modo di dire "casalinghe di Voghera". In seguito a numerose telefonate di ascoltatori, abitanti della cittadina, è stata ricostruita la storia di una via cittadina, che dagli anni cinquanta in poi, fino agli anni ottanta, sarebbe stata teatro di un particolare fenomeno di prostituzione domiciliare. Le casalinghe di Voghera, in questo contesto, sarebbero quindi nient'altro che delle prostitute che esercitavano mostrandosi sulla porta della propria casa, prospiciente la suddetta via. Il fenomeno, per la sua particolarità (che ricorda il quartiere a luci rosse di Amsterdam), avrebbe richiamato l'afflusso di un gran numero di persone anche da località circostanti, fino poi a cessare, probabilmente, a causa di disposizioni più rigide in materia di pubblica sicurezza.

## Attribuzioni

### Carolina Invernizio
L'espressione è stata usata anche in riferimento, dai suoi detrattori, alla scrittrice Carolina Invernizio (nata a Voghera nel 1851).
Virtuosa signora della buona borghesia piemontese nella vita quotidiana, Carolina Invernizio, con la sua prosa di facile lettura per un pubblico illetterato, raggiunse una notevole fama in tutta Europa come autrice di popolari romanzi d'appendice, firmandosi con il suo cognome da coniugata ("Signora Quinterno").
(Enrico Deaglio Patria 1978-2008, 258, Milano, il Saggiatore, 2009)